# Plympton-Wyoming
Plympton-Wyoming – miejscowość (ang. town) w Kanadzie, w prowincji Ontario, w hrabstwie Lambton.
Powierzchnia Plympton-Wyoming to 318,76 km². Według danych spisu powszechnego z roku 2001 Plympton-Wyoming liczy 7359 mieszkańców (23,09 os./km²).

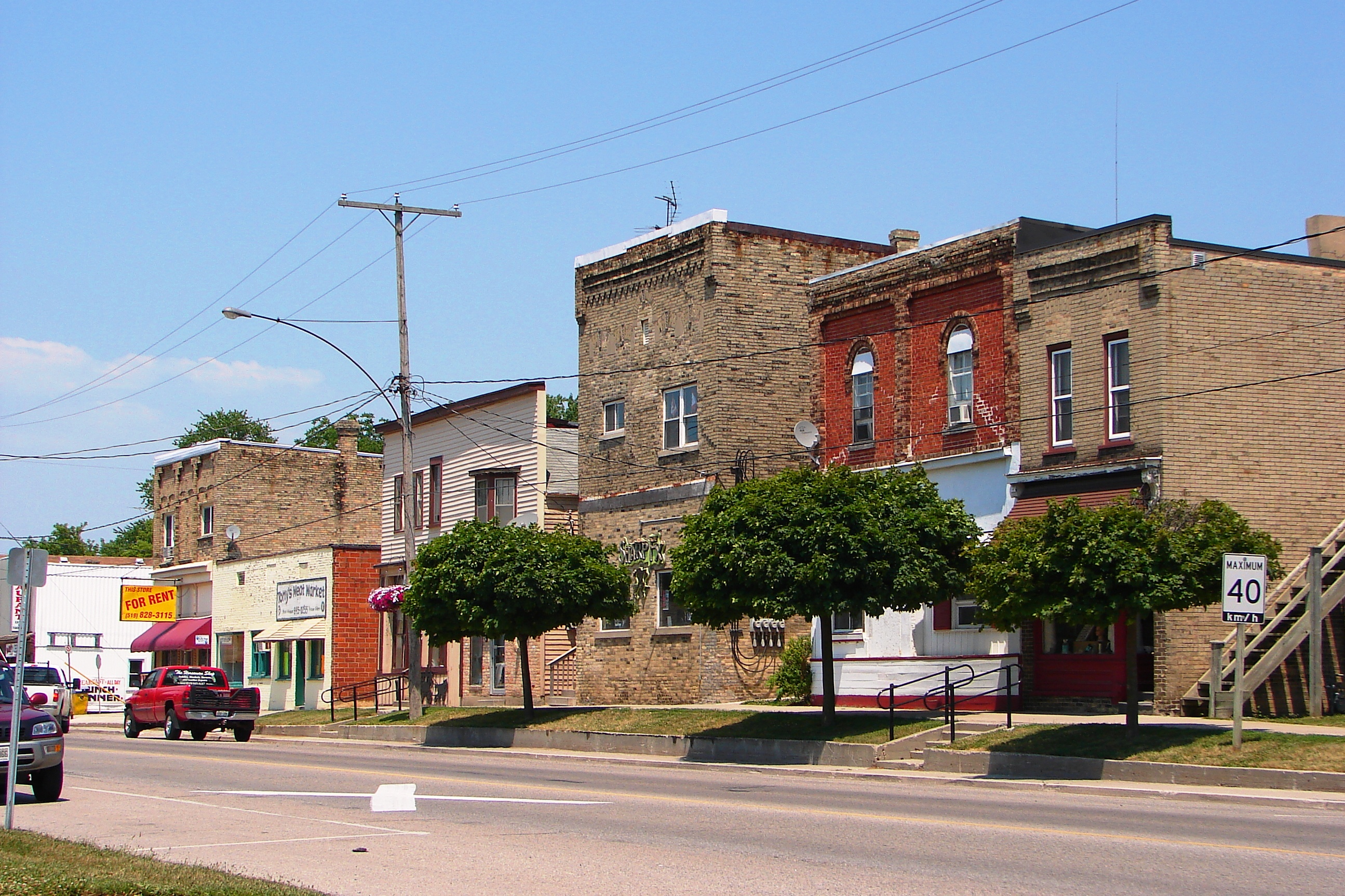
Wyoming